# Fernöstliche Republik
Die Demokratische Fernöstliche Republik, kurz zumeist nur Fernöstliche Republik (FÖR; russisch Дальневосточная Республика, ДВР Dalnewostotschnaja Respublika, DWR), war eine zwischen dem 6. April 1920 und dem 15. November 1922 bestehende sozialistische Republik in Russisch-Fernost und in Süd- und Ostsibirien.

## Gebietsentwicklung

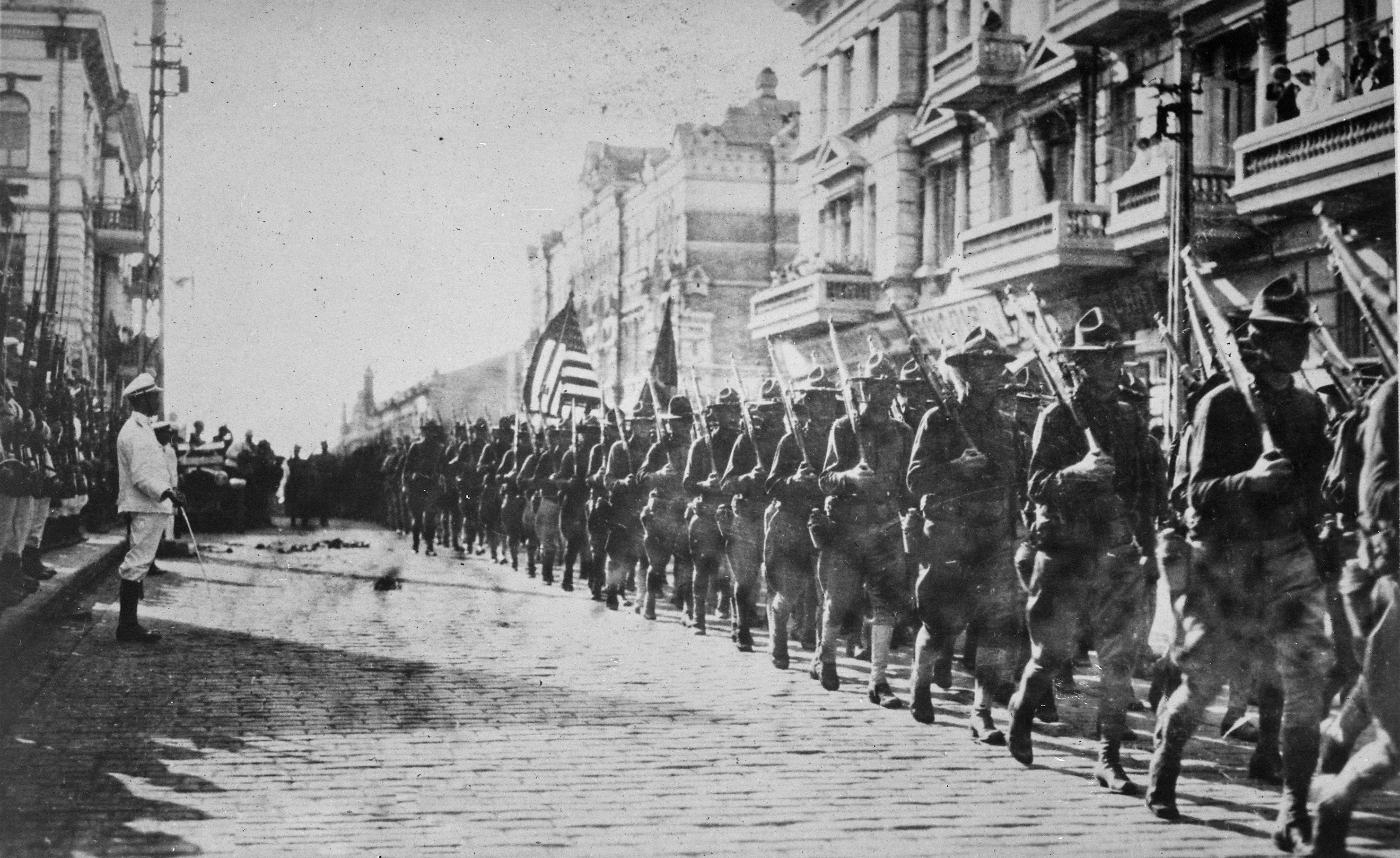
US-Truppen der American Expeditionary Force Siberia bei einer Parade in Wladiwostok vor einem von den Tschechoslowakischen Legionen besetzten Gebäude, 1. August 1918

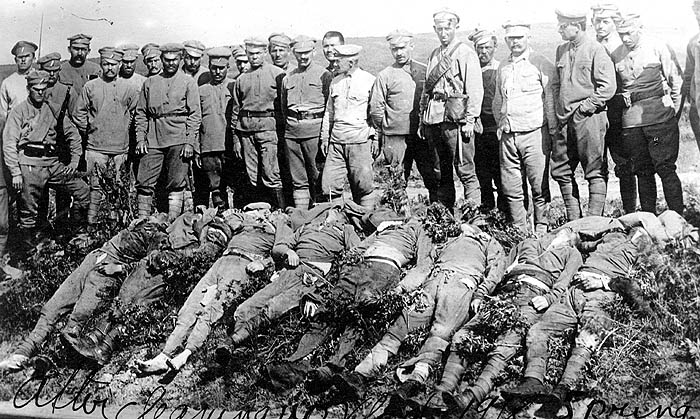
Bei Gefechten mit der Roten Armee getötete Weißtschechen in Wladiwostok

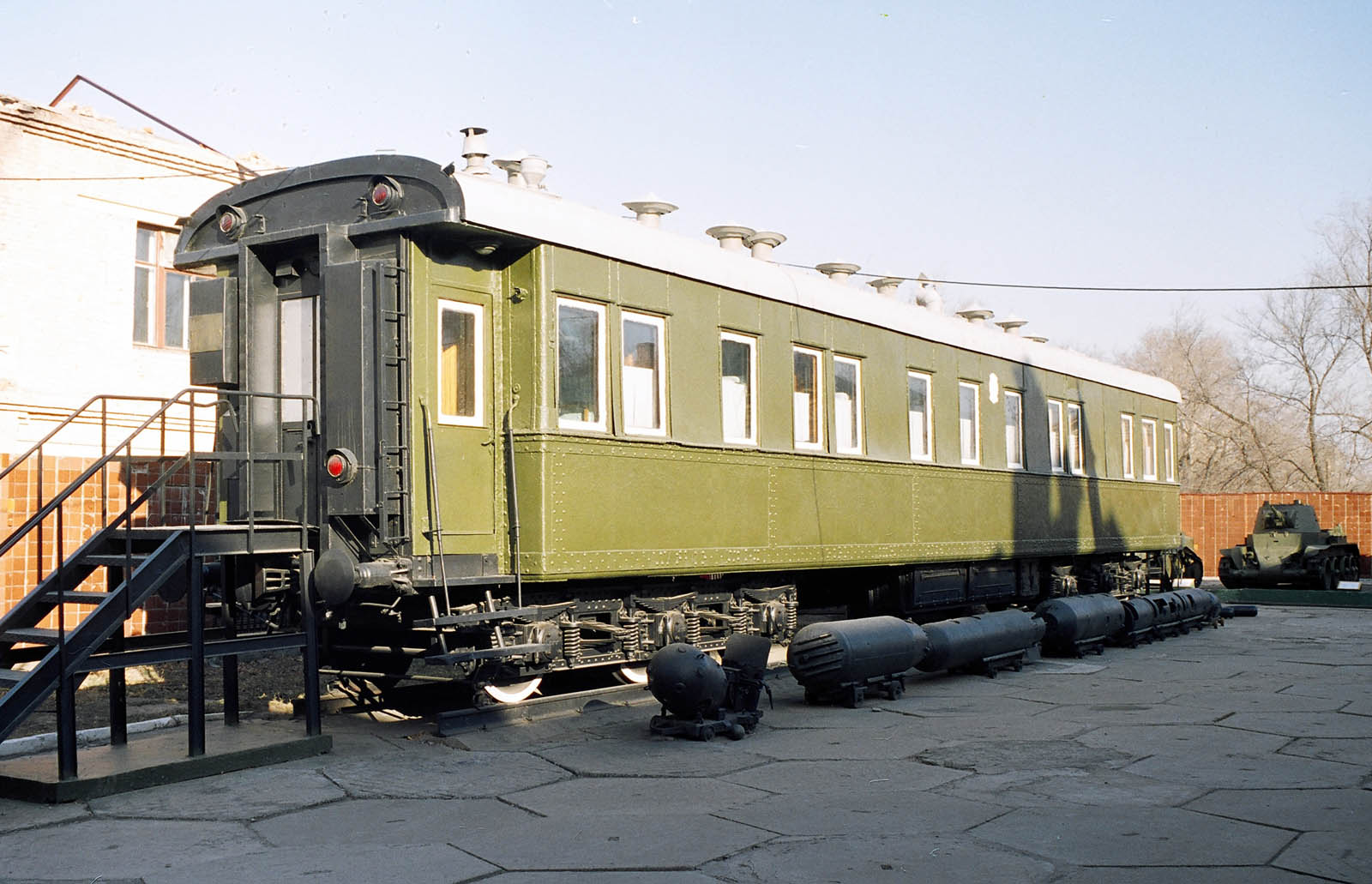
Von Verteidigungsminister Wassili Blücher als Befehlsstand genutzter Eisenbahnwaggon; Militärmuseum Chabarowsk

1.000 Rubel-Banknote der Fernöstlichen Republik, 1920

Die Fernöstliche Republik erstreckte sich vom Baikalsee (Baikalgebiet und Transbaikalien) entlang der mongolischen und chinesischen Grenze (Küsten- und Amurprovinz gegenüber der Mandschurei) sowie entlang des Ochotskischen Meeres bzw. des Pazifiks bis hinauf nach Kamtschatka und zur Tschuktschenhalbinsel, umfasste aber nicht Jakutien.
Der westliche Teil des Siedlungsgebietes der mongolischen Burjaten kam zu Sowjetrussland, der östliche an die Fernöstliche Republik.
Ende 1920 wurden Kamtschatka und die Tschuktschenhalbinsel an die Russische Sozialistische Föderative Sowjetrepublik abgetreten.
Nord-Sachalin war während der gesamten Existenzdauer der FÖR japanisch besetzt.

## Geschichte

### Hintergrund
Im Russischen Bürgerkrieg, der auf die Oktoberrevolution und die bolschewistische Machtergreifung folgte, unterstützte das Japanische Kaiserreich – als Teil einer Intervention der Westmächte – die Truppen der Weißen Armee in ihrem Kampf gegen die Rote Armee.
Zwischen April 1918 und 1922 besetzten in der Sibirischen Intervention mehr als 70.000 Soldaten der Kaiserlich Japanischen Armee Wladiwostok und Teile der russischen Pazifikküste. Im Februar und März 1920 kam es zum Nikolajewsk-Zwischenfall, der in einem Massaker an mehreren hundert Japanern in der Stadt Nikolajewsk am Amur gipfelte.
Zur Unterstützung der ebenfalls auf Seiten der Weißen Armee kämpfenden Tschechoslowakischen Legionen, die weite Strecken der Transsibirischen Eisenbahn kontrollierte, entsandten auch die USA zwischen 1918 und 1920 mit der American Expeditionary Force Siberia ein Kontingent von knapp 8.000 Soldaten.

### Gründung als sowjetischer Pufferstaat
Um nach dem Nikolajewsk-Zwischenfall einen direkten Krieg zwischen Sowjetrussland und Japan zu verhindern, gründete Sowjetrussland am 6. April 1920 als „Pufferstaat“ die Fernöstliche Republik.
Nach der Vertreibung des weißgardistischen Generals Grigori Semjonow im Oktober 1920 wurde unter den Sowjets nicht Wladiwostok, sondern Tschita Hauptstadt der Fernöstlichen Republik (Tschita wurde am 21. Oktober 1920 eingenommen).
Von 1920 bis Oktober 1922 versuchte Japan mit Hilfe von Weißgardisten und abtrünnigen Kommunisten, die Region Primorje abzuspalten: So entstand im Mai 1921 unter japanischer Kontrolle die Küstenrepublik.
Die Bolschewiki verfolgten das Ziel, die Regionen Ostsibiriens zu einer territorialen Einheit zusammenzufassen. Diese Regionen waren das Amurgebiet, Kamtschatka, Sachalin, Werchneudinsk und Wladiwostok. Am 9. November 1920 wählte eine Versammlung von zum Teil regional nicht legitimierten Vertretern eine gemeinsame Regierung, die mit der Souveränität über das Amurgebiet, Küstengebiet und Transbaikalien ausgestattet wurde. Das Küstengebiet wandte sich gegen diesen Beschluss und beharrte auf seinem bisherigen autonomen Status. Für den 12. Februar 1921 beriefen die Bolschewiki eine Verfassungsgebende Versammlung für Ostsibirien ein, die die Fernöstliche Republik repräsentierte. Aus deren Territorium wurden am 24. Februar desselben Jahres die nordöstliche Randregion Ostsibiriens, das Gebiet um Anadyr und Kamtschatka herausgelöst und an Sowjetrussland übertragen. Im April 1921 wandelte sich die Verfassungsgebende Versammlung in den „Volkstag“ um.
Auf der Washingtoner Flottenkonferenz am 6. Februar 1922 bemühten sich anstelle Sowjetrusslands Vertreter der Fernöstlichen Republik um diplomatische Anerkennung durch die USA und um US-amerikanischen Druck auf Japan zur Räumung der Gebiete der Küstenrepublik.
Im Juli 1921 war Wassili Blücher, der bereits 1918/19 in Sibirien gegen die Tschechoslowakischen Legionen gekämpft hatte, Verteidigungsminister der Fernöstlichen Republik geworden. Nach dem Abzug der letzten japanischen Truppen im September 1922 aus der Küstenrepublik wurde am 25. Oktober 1922 das von den Weißgardisten gehaltene Wladiwostok erobert. Die letzten Kämpfe wurden propagandistisch im Lied „Partisanen vom Amur“ verewigt.

### Verhandlungen mit Japan
Trotz bzw. parallel zu der militärischen Konfrontation kam es auch zu Verhandlungen zwischen der Fernöstlichen Republik und Japan.

#### Erste Runde: August bis Oktober 1921
Überraschend hatte der japanische Botschafter in Peking dem Vertreter der Fernöstlichen Republik in China die Aufnahme normaler diplomatischer Beziehungen vorgeschlagen. Am 21. August 1921 begann im japanischen Pachtgebiet Dairen die erste Verhandlungsrunde. Über einen Truppenabzug wollten die Japaner aber erst später und vor allem ohne die Teilnahme Sowjetrusslands verhandeln. Verhandlungen über einen Abzug sollten erst nach der Beilegung des Nikolajewsker Zwischenfalls erfolgen. Während die Fernöstliche Republik Japan Konzessionen und Meistbegünstigung anbot, forderte Japan Nord-Sachalin als Entschädigung.
Im Oktober 1921 fasste Japan 17 Forderungen in einem Entwurf zusammen. Die wichtigsten dieser japanischen Forderungen waren die Schleifung aller Befestigungen, der Verzicht der FÖR auf eine Flotte, die vertragliche Zusicherung der Verhinderung eines kommunistischen Regimes, zahlreiche ökonomische Sonderrechte (die noch über die angebotenen Konzessionen und die Meistbegünstigung hinausgingen) sowie die Verpachtung Nord-Sachalins an Japan für 80 Jahre. Da die FÖR diese Forderungen ablehnte, brach Japan die Verhandlungen ab.

#### Zweite Runde: März bis April 1922
In einer zweiten Verhandlungsrunde Ende März 1922 bot die FÖR Japan weiterreichende ökonomische Vergünstigungen und Sonderrechte an, über eine Frist für den japanischen Abzug konnte dennoch keine Einigung erzielt werden. Am 15. April stellte Japan stattdessen neue Forderungen, die den bereits zurückgewiesenen 17 Forderungen ähnelten. Daraufhin wurden die Gespräche am 16. April 1922 erneut abgebrochen.

#### Dritte Runde: September 1922
Am 4. September 1922 kamen Vertreter Japans und der FÖR im japanischen Konsulat in Changchun (Mandschurei) erneut zusammen, Gegenstand der Verhandlungen sollte ein Handelsabkommen sein. Japan versprach erneut einen Truppenabzug, forderte jedoch wiederum, zuvor müsse der Nikolajewsker Zwischenfall beigelegt werden. Als die FÖR daraufhin zunächst nur eine Untersuchung des Zwischenfalls vorschlug, brach Japan die Verhandlungen am 26. September wieder ab.
Mit dem siegreichen Vormarsch der Roten Armee sahen schließlich auch die Sowjets keine Notwendigkeit mehr in einer Verhandlungslösung. Noch im September 1922 zog die japanische Armee endgültig ab.

### Anschluss an die Sowjetunion
Am 15. November 1922 proklamierte die Fernöstliche Republik ihren Anschluss an Sowjetrussland, das wenig später in der Sowjetunion aufging. Nord-Sachalin blieb noch bis 1925 unter japanischer Kontrolle.

## Staatsoberhaupt
- Alexander Krasnoschtschokow (6. April 1920 – Dezember 1921)[8]
- Nikolai Matwejew (Dezember 1921 bis 15. November 1922)

## Belletristische Rezeption
Der russische Schriftsteller Boris Pasternak erwähnt die Fernöstliche Republik in seinem 1957 erschienenen Roman Doktor Schiwago.